# Tepetzingo, Huatusco
Tepetzingo är en ort i Mexiko.   Den ligger i kommunen Huatusco och delstaten Veracruz, i den sydöstra delen av landet, 230 km öster om huvudstaden Mexico City. Tepetzingo ligger 1 291 meter över havet och antalet invånare är 408.
Terrängen runt Tepetzingo är kuperad, och sluttar österut. Runt Tepetzingo är det ganska tätbefolkat, med 248 invånare per kvadratkilometer. Närmaste större samhälle är Huatusco de Chicuellar, 3,9 km sydväst om Tepetzingo. I omgivningarna runt Tepetzingo växer i huvudsak städsegrön lövskog.